# Nuoto sincronizzato ai campionati mondiali di nuoto 2015 - Squadre (programma tecnico)
La competizione di nuoto sincronizzato a squadre - Programma tecnico dei campionati mondiali di nuoto 2015 si è disputata il 25 e 27 luglio 2015 alla Kazan Arena di Kazan'. La fase preliminare ha avuto inizio nel primo pomeriggio del 25, mentre la finale si è svolta nel pomeriggio del 27.

## Medaglie
| Posizione | Atleta | Paese    |
| --------- | --- | -------- |
| Oro       | Vlada Čigirёva Aleksandra Packevič Alla Šiškina Anželika Timanina Svetlana Kolesničenko Elena Prokof'eva Marija Šuročkina Gelena Topilina Michaėla Kalanča* Lilija Nizamova* | Russia   |
| Argento   | Gu Xiao Huang Xuechen Liang Xinping Tang Mengni Guo Li Li Xiaolu Sun Wenyan Zeng Zhen Xiao Yanning* Yin Chengxin*                                                            | Cina     |
| Bronzo    | Aika Hakoyama Kei Marumo Kanami Nakamaki Kano Omata Yukiko Inui Risako Mitsui Mai Nakamura Kurumi Yoshida Aiko Hayashi* Asuka Tasaki*                                        | Giappone |

* Riserva

## Risultati
In verde sono denotate le finaliste.
| Pos. | Nazione        | Preliminare | Preliminare | Finale    | Finale |
| Pos. | Nazione        | Punti       | Pos.        | Punti     | Pos.   |
| ---- | -------------- | ----------- | ----------- | --------- | ------ |
| 1    | Russia         | 95,1829     | 1           | 95,7457   | 1      |
| 2    | Cina           | 92,1032     | 2           | 94,4605   | 2      |
| 3    | Giappone       | 91,6516     | 4           | 92,4133   | 3      |
| 4    | Ucraina        | 91,8720     | 3           | 91,7690   | 4      |
| 5    | Spagna         | 91,3755     | 5           | 90,8720   | 5      |
| 6    | Canada         | 88,9029     | 6           | 88,8885   | 6      |
| 7    | Italia         | 88,0673     | 7           | 88,0516   | 7      |
| 8    | Francia        | 85,1487     | 8           | 85,1794   | 8      |
| 9    | Messico        | 84,7543     | 9           | 84,8431   | 9      |
| 10   | Stati Uniti    | 84,3882     | 10          | 83,4289   | 10     |
| 11   | Brasile        | 83,0283     | 12          | 82,9372   | 11     |
| 12   | Grecia         | 83,6782     | 11          | 82,3897   | 12     |
| 16.5 | H09.5          |             |             | 00:55.635 | O      |
| 13   | Corea del Nord | 81,9749     | 13          |           |        |
| 14   | Bielorussia    | 80,2507     | 14          |           |        |
| 15   | Svizzera       | 79,5348     | 15          |           |        |
| 16   | Kazakistan     | 77,0015     | 16          |           |        |
| 17   | Egitto         | 73,6496     | 17          |           |        |
| 18   | Venezuela      | 72,1466     | 18          |           |        |
| 19   | Singapore      | 71,5776     | 19          |           |        |
| 20   | Australia      | 70,8602     | 20          |           |        |
| 21   | Nuova Zelanda  | 69,4142     | 21          |           |        |
| 22   | Macao          | 67,9021     | 22          |           |        |
| 23   | Costa Rica     | 67,3454     | 23          |           |        |
| 24   | Indonesia      | 62,2381     | 24          |           |        |
| 25   | Hong Kong      | 61,2870     | 25          |           |        |